# Sveti Lovreč Labinski
 Sveti Lovreč Labinski   (1955-től 1991-ig Diminići,olaszul: Diminici) falu Horvátországban, Isztria megyében. Közigazgatásilag Rašához tartozik.

## Fekvése
Az Isztria délkeleti részén, Labintól 16 km-re, községközpontjától 14 km-re délre a Raša-öböl keleti partja felett fekszik. Településrészei Diminići, Kobaići és Tunarica.

## Története
A Raša-folyó vidéke a vármaradványok tanúsága szerint már a történelem előtti időben is lakott volt. A római korban Tunarica közelében vezetett a mai Fiume felé menő kereskedelmi út. A település nevét Szent Lőrinc tiszteletére szentelt plébániatemplomáról kapta, melyet a 17. században említenek először. Ez a föld sohasem volt gazdag, lakói többnyire szegények voltak, halászatból, olajbogyó termesztésből éltek. A 19. században főként hajózással foglalkoztak. Néhányan önállóan, mások többen együtt birtokoltak vitorlás hajókat. Hajóik a közeli Raša-öböl partján fekvő Tunarica kikötőjében horgonyoztak, mely tonhalban gazdag tengerpartjáról kapta a nevét. 1880-ban 131, 1910-ben 192 lakosa volt. Iskoláját 1903-ban építették. Az első világháború után Olaszországhoz került. A második világháború után Jugoszlávia része lett. A kommunista hatóságok 1955-ben a települést egyik része alapján Diminićire kertesztelték át, de az 1990-es években visszakapta régi nevét. Jugoszlávia felbomlása után 1991-ben a független Horvátország része lett. 2011-ben a falunak 55 lakosa volt.

## Nevezetességei
- Szent Lőrinc tiszteletére szentelt plébániatemploma 1606-ban épült barokk stílusban. Egyhajós épület félköríves apszissal, homloszata felett alacsony nyitott harangépítménnyel és benne két haranggal. Főoltárán szép táblakép látható, mely a Madonnát ábrázolja gyermekével Szent Lőrinc és Assisi Szent Ferenc társaságában.
- A Lazzarini-család nyári kastélya.

## Lakosság
| Lakosság változása | Lakosság változása | Lakosság változása | Lakosság változása | Lakosság változása | Lakosság változása | Lakosság változása | Lakosság változása | Lakosság változása | Lakosság változása | Lakosság változása | Lakosság változása | Lakosság változása | Lakosság változása | Lakosság változása | Lakosság változása |
| ------------------ | ------------------ | ------------------ | ------------------ | ------------------ | ------------------ | ------------------ | ------------------ | ------------------ | ------------------ | ------------------ | ------------------ | ------------------ | ------------------ | ------------------ | ------------------ |
| 1857               | 1869               | 1880               | 1890               | 1900               | 1910               | 1921               | 1931               | 1948               | 1953               | 1961               | 1971               | 1981               | 1991               | 2001               | 2011               |
| 0                  | 0                  | 131                | 145                | 147                | 192                | 814                | 778                | 252                | 180                | 164                | 102                | 79                 | 63                 | 55                 | 55                 |